# Artedius lateralis
Artedius lateralis är en fiskart som först beskrevs av Girard, 1854.  Artedius lateralis ingår i släktet Artedius och familjen simpor. Inga underarter finns listade i Catalogue of Life.